# Binh pháp Tôn Tử và 36 mưu kế
Binh pháp Tôn Tử và 36 mưu kế ( 孙子兵法与三十六计; Bính âm: Sūnzi bīngfǎ yǔ sānshíliù jì) là một bộ phim truyền hình dã sử Trung Quốc được phát sóng năm 2000. Đặt bối cảnh thời Chiến Quốc, bộ phim nói về cuộc đời của Tôn Tẫn và những mưu lược xuất chúng của ông.

## Danh sách tập phim
Bộ phim có 36 tập, mỗi tập được đặt theo một kế trong Ba mươi sáu kế.
| #  | Tên tập phim (mưu kế)              | Tên nguyên bản |
| -- | ---------------------------------- | -------------- |
| 1  | Lên gác rút thang                  | 上屋抽梯       |
| 2  | Nụ cười giấu dao                   | 笑里藏刀       |
| 3  | Không điên giả khùng               | 假痴不癫       |
| 4  | Ve sầu thoát xác                   | 金蝉脱壳       |
| 5  | Lấy mận thay đào                   | 李代桃僵       |
| 6  | Vây Nguỵ cứu Triệu                 | 围魏救赵       |
| 7  | Bắt kẻ đầu sỏ                      | 擒贼擒王       |
| 8  | Lấy sức nhàn chống kẻ địch mệt mỏi | 以逸待劳       |
| 9  | Bịa đặt vu khống                   | 无中生有       |
| 10 | Mượn dao giết người                | 借刀杀人       |
| 11 | Mượn gió bẻ măng                   | 趁火打劫       |
| 12 | Giấu trời vượt biển                | 瞒天过海       |
| 13 | Lấy xà thay cột                    | 偷梁换柱       |
| 14 | Mượn đường diệt Quắc               | 假道伐虢       |
| 15 | Dương Đông kích Tây                | 声东击西       |
| 16 | Kế bỏ trống thành                  | 空城计         |
| 17 | Kế phản gián                       | 反间计         |
| 18 | Hoa nở trên cây                    | 树上开花       |
| 19 | Ném ngói dụ ngọc                   | 抛砖引玉       |
| 20 | Đục nước bắt cá                    | 混水摸鱼       |
| 21 | Ám độ Trần Thương                  | 暗渡陈仓       |
| 22 | Mĩ nhân kế                         | 美人计         |
| 23 | Biến khách thành chủ               | 反客为主       |
| 24 | Chỉ gà mắng chó                    | 指桑骂槐       |
| 25 | Kế liên hoàn                       | 连环计         |
| 26 | Thân nước xa, đánh nước gần        | 远交近攻       |
| 27 | Đánh rắn động cỏ                   | 打草惊蛇       |
| 28 | Điệu hổ li sơn                     | 调虎离山       |
| 29 | Muốn bắt phải thả                  | 欲擒故纵       |
| 30 | Mượn xác hoàn hồn                  | 借尸还魂       |
| 31 | Rút củi đáy nồi                    | 釜底抽薪       |
| 32 | Tiện tay bắt dê                    | 顺手牵羊       |
| 33 | Đóng cửa bắt trộm                  | 关门捉贼       |
| 34 | Khổ nhục kế                        | 苦肉计         |
| 35 | Đứng cách bờ nhìn lửa cháy         | 隔岸观火       |
| 36 | Tẩu vi thượng sách                 | 走为上         |

## Cốt truyện

### Tập 1: Binh pháp Tôn Tử
Sau ba năm học hành trên núi cùng Quỷ Cốc Tử, Bàng Quyên muốn xuống núi lập nghiệp bá. Trước khi xuống núi, Bàng Quyên hẹn với bạn đồng môn Tôn Tẫn là sau khi xuống núi, nếu lập chiến công sẽ nhất định tiến cử Tôn Tẫn. Bàng Quyên xuống núi, trở thành đại tướng quân nước Nguỵ, nhanh chóng đánh thắng nhiều trận, được Ngụy vương sủng ái.
Tôn Tẫn ở lại trên núi thêm một thời gian. Trong khoảng thời gian này, ông được thầy Quỷ Cốc truyền thụ lại bộ Binh pháp Tôn Tử, được tằng tổ Tôn Vũ viết và tặng lại cho Quỷ Cốc. Bộ binh pháp này rất quý hiếm, thiên hạ đồn bộ duy nhất do Tôn Tử dâng lên Ngô vương đã bị đốt cháy, nhưng Quỷ Cốc tiên sinh giữ bộ thứ hai và chưa truyền thụ cho bất kì ai, mặc dù Bàng Quyên đã nhiều lần khẩn cầu. Tôn Tẫn sau khi tinh thông bộ binh pháp này trở nên tài trí sách lược. Trong một trận đánh nước Sở, Bàng Quyên lâm vào thế bí đã phái Công Tôn Duyệt đến cầu thầy Quỷ Cốc chỉ giáo, nhưng thầy Quỷ Cốc đã dùng mẹo bắt Tôn Tẫn chỉ cho Công Tôn Duyệt. Bàng Quyên nghe mưu này đã đánh bại nước Sở, nhưng cũng nhờ đó biết được Tôn Tẫn được truyền thụ bộ Binh pháp Tôn Tử và quyết tâm đoạt được nó.
Sau trận đánh, Bàng Quyên tiến cử Tôn Tẫn với Ngụy vương như hẹn ước. Tôn Tẫn xuống núi.

### Tập 2-4: Gặp nạn ở nước Ngụy
Tôn Tẫn đến nước Ngụy được Ngụy vương phong chức Khách khanh và được ở trong biệt phủ. Nhưng rồi có kẻ lập mưu hại Tôn Tẫn, khiến Ngụy vương chặt xương bánh chè của Tôn Tẫn khiến ông trở thành người tàn phế. Để Tôn Tẫn thoát tội chết, Bàng Quyên cầu xin Ngụy vương ân xá cho Tôn Tẫn; cảm kích trước lòng thành này Tôn Tẫn đồng ý viết lại bộ Binh pháp Tôn Tử cho Bàng Quyên mà không hay rằng chính Bàng Quyên là người đứng đằng sau mọi chuyện.
Tôn Tẫn viết được nửa chừng thì có người bí mật báo với Tôn Tẫn âm mưu của Bàng Quyên, đợi sau khi Bàng Quyên có trọn bộ Binh pháp sẽ ra tay giết Tôn Tẫn. Trong lúc nguy khốn, Tôn Tẫn đã dùng kế giả điên để trốn thoát sang nước Tề trong khi Bàng Quyên và Ngụy vương tưởng Tôn Tẫn đã chết.

### Tập 5-13: Lần đầu về nước Tề
Tôn Tẫn về nước Tề, sau khi giúp tướng quân Điền Kỵ thắng đua ngựa Tề Hoàn công được phong là quân sư cho Điền Kỵ. Không lâu sau nước Ngụy vây hãm nước Triệu, Tôn Tẫn đã dùng kế Vây Ngụy cứu Triệu để giải nguy cho nước Triệu. Nhưng không lâu sau, Công Tôn Duyệt sang nước Tề làm gian tế, dùng mưu khiến Tề Vương bãi miễn chức của Điền Kỵ và Tôn Tẫn, đồng thời sai hai người sang sứ nước Sở. Sở Vương quyết tâm giữ người, buộc Tôn Tẫn phải chấp nhận ở lại để Điền Kỵ có thể về nước Tề và Tôn Tẫn sẽ viết một bộ Binh pháp Tôn Tử cho nước Sở. Bằng mưu lược của mình, Tôn Tẫn đã trốn về nước Tề, nhưng trước sức ép của các nước đòi Tề vương giao người, Tôn Tẫn cuối cùng đã tạm lánh sang nước Hàn.

### Tập 14-19: Giúp nước Hàn chống nước Ngụy
Lúc này nước Hàn là nước nhỏ, thường xuyên bị nước Ngụy uy hiếp chiếm đoạt đất đai thành ấp. Tôn Tẫn sang nước Hàn, giúp chỉnh đốn quân đội nước Hàn, liên tiếp cầm quân thắng lợi trước nước Ngụy. Nhưng lòng ông vẫn ngày đêm hướng về nước Tề, cuối cùng ông cử Chung Li Xuân sang nước Tề để giúp hai nước Tề - Hàn làm đồng minh và cũng để thăm dò nội tình trong nước.

### Tập 20-23: Nội loạn trong nước Tề
Không may, khi Chung Li Xuân trở về nước Tề cũng là lúc Tề Hoàn công lâm bệnh và băng hà. Trước lúc lâm chung, Tề Hoàn công hối hận vì đã nghe lời nịnh hót mà để mất Tôn Tẫn, và dặn dò con trai trưởng Tề Uy vương phải quyết tâm mời Tôn Tẫn về nước và trọng dụng ông. Em trai của Tề Uy vương, công tử Gia Sư, lại luôn mộng làm vua, ngầm cấu kết với Công Tôn Duyệt tìm cách giết Tề vương; kế hoạch thất bại khiến Gia Sư phải bỏ chạy ra biên giới. Tề vương lên ngôi nhưng ham say tửu sắc không màng việc triều chính, lúc này Tôn Tẫn đã về nước Tề, bí mật bày mưu giúp Tề vương chuyên tâm chuyện triều chính, dẹp loạn hậu cung. Cuối cùng Tôn Tẫn ra mắt trước Tề vương và được phục chức quân sư cho Điền Kỵ.

### Tập 24-33: Lần thứ hai ở nước Tề, dẹp nội loạn
Tề vương, sau khi giao binh quyền cho Tôn Tẫn, lệnh cho Tôn Tẫn dẹp nội loạn, bắt công tử Gia Sư. Nhưng Thái hậu thường xuyên tỏ thái độ không bằng lòng, đẩy Tề vương và thuộc hạ vào thế khó xử. Bằng tài trí của mình, Tôn Tẫn đã dùng mưu lừa công tử Gia Sư tấn công vào Lâm Tri, hạ thủ công tử Gia Sư, dẹp nội loạn và chuẩn bị cho cuộc đại chiến với nước Ngụy.

### Tập 34-36: Đại chiến với nước Ngụy
Một lần nữa nước Ngụy đem 30 vạn quân tấn công vào nước Hàn. Tôn Tẫn cử đại quân nước Tề tiến đánh vào Đô Lương, thiệt hại lớn và phải rút lui. Trên đường lui, Tôn Tẫn dùng kế rút bếp, giảm dần số bếp để khiến Bàng Quyên tưởng là quân Tề phần nhiều đã bỏ trốn, tìm cách truy kích quân Tề.
Tôn Tẫn đến Mã Lăng, dựng trận lừa Bàng Quyên vào tròng. Trước vòng vây quân Tề, Bàng Quyên biết mình đại bại liền rút gươm tự vẫn. Nước Tề đại thắng.
Sau trận chiến này, Tôn Tẫn theo thầy Quỷ Cốc từ quan lên núi. Trước khi đi, ông để lại bộ Binh pháp Tôn Tử cho nước Tề. 